# Somebody That I Used to Know
Somebody That I Used to Know ist ein 2011 veröffentlichtes Lied des belgisch-australischen Sängers Gotye. Es wurde zusammen mit der neuseeländischen Sängerin Kimbra aufgenommen und als zweite Single aus Gotyes drittem Studioalbum Making Mirrors ausgekoppelt. Das Lied wurde 2013 mit zwei Grammys ausgezeichnet (Record of the Year und Best Pop Duo/Group Performance). Bis Ende 2012 wurden weltweit 11,8 Millionen digitale Exemplare des Songs verkauft.

## Hintergrund
Somebody That I Used to Know wurde von Gotye geschrieben und produziert. In dem Lied geht es um das Ende einer Beziehung, dabei wird die Sicht beider Beteiligter wiedergegeben. Der Song enthält ein Sample aus dem Lied Seville von Luiz Bonfá. Es dauerte fünf Monate, bis Gotye eine geeignete Duettpartnerin für den Song gefunden hatte, weil eine zuerst als Partnerin vorgesehene Sängerin kurzfristig absagte.

## Musikvideo
Das Musikvideo zum Lied hatte seine Premiere im Juli 2011. Natasha Pincus führte Regie. Im Video steht Gotye nackt vor einem weißen Hintergrund und singt das Lied. Im Laufe des Videos werden Gotye und der Hintergrund mit Farbe bedeckt. Später ist auch Kimbra zu sehen, die ebenfalls in einem zum Hintergrund passenden Muster angemalt ist. Für das Video wurde Stop-Motion-Animation verwendet. Das Video wurde außerdem oft parodiert.

## Besetzung
- Gotye – Lead- und Begleitgesang, Gitarre, Synthesizer, Xylophon, Flöten, Perkussion, Samples
- Kimbra – Lead- und Begleitgesang
- Lucas Taranto – Bass

## Kommerzieller Erfolg

### Chartplatzierungen
Somebody That I Used to Know erreichte in Deutschland Rang eins der Singlecharts und konnte sich fünf Wochen an der Chartspitze, 17 Wochen in den Top 10 sowie 61 Wochen in den Charts platzieren, womit es zu den am längsten platzierten Singles zählt. Beide Interpreten erreichten zum einzigen Mal in ihrer Karriere die deutschen Singlecharts. In den deutschen Airplaycharts belegte die Single am Jahresende die Spitzenposition, was Somebody That I Used to Know zum meistgespielten Radiohit des Jahres macht.
| ChartsChartplatzierungen       | Höchstplatzierung | Wochen |
| ------------------------------ | ----------------- | ------ |
| Australien (ARIA)              | 1 (50 Wo.)        | 50     |
| Deutschland (GfK)              | 1 (61 Wo.)        | 61     |
| Flandern (Ultratop)            | 1 (61 Wo.)        | 61     |
| Neuseeland (RMNZ)              | 1 (57 Wo.)        | 57     |
| Österreich (Ö3)                | 1 (37 Wo.)        | 37     |
| Schweiz (IFPI)                 | 2 (83 Wo.)        | 83     |
| Vereinigte Staaten (Billboard) | 1 (59 Wo.)        | 59     |
| Vereinigtes Königreich (OCC)   | 1 (63 Wo.)        | 63     |
| Wallonie (Ultratop)            | 1 (70 Wo.)        | 70     |

| ChartsJahrescharts (2011) | Platzierung |
| ------------------------- | ----------- |
| Australien (ARIA)         | 1           |
| Flandern (Ultratop)       | 73          |
| Deutschland (GfK)         | 32          |
| Neuseeland (RMNZ)         | 3           |
| Wallonie (Ultratop)       | 1           |

| ChartsJahrescharts (2012)      | Platzierung |
| ------------------------------ | ----------- |
| Australien (ARIA)              | 40          |
| Flandern (Ultratop)            | 1           |
| Deutschland (GfK)              | 4           |
| Österreich (Ö3)                | 2           |
| Neuseeland (RMNZ)              | 11          |
| Schweiz (IFPI)                 | 2           |
| Vereinigte Staaten (Billboard) | 1           |
| Vereinigtes Königreich (OCC)   | 1           |
| Wallonie (Ultratop)            | 10          |

| ChartsJahrescharts (2010–2019) | Platzierung |
| ------------------------------ | ----------- |
| Vereinigte Staaten (Billboard) | 8           |
| Vereinigtes Königreich (OCC)   | 42          |

### Auszeichnungen für Musikverkäufe
Somebody That I Used to Know wurde weltweit mit 1× Gold, 73× Platin und 3× Diamant ausgezeichnet. Damit wurde die Single laut Auszeichnungen mehr als 22,1 Millionen Mal verkauft.
| Land/Region                  | Auszeichnungen für Musikverkäufe (Land/Region, Auszeichnung, Verkäufe) | Verkäufe   |
| ---------------------------- | ---------------------------------------------------------------------- | ---------- |
| Australien (ARIA)            | 26× Platin                                                             | 1.820.000  |
| Belgien (BRMA)               | 4× Platin                                                              | 120.000    |
| Brasilien (PMB)              | 2× Diamant                                                             | 500.000    |
| Dänemark (IFPI)              | 3× Platin · + 4× Platin (Streaming)                                    | 90.000     |
| Deutschland (BVMI)           | 4× Platin                                                              | 1.200.000  |
| Finnland (IFPI)              | Gold                                                                   | 6.774      |
| Italien (FIMI)               | 4× Platin                                                              | 120.000    |
| Kanada (MC)                  | —                                                                      | 639.000    |
| Neuseeland (RMNZ)            | 8× Platin                                                              | 240.000    |
| Österreich (IFPI)            | 2× Platin                                                              | 60.000     |
| Portugal (AFP)               | 2× Platin                                                              | 20.000     |
| Schweden (IFPI)              | Platin                                                                 | 40.000     |
| Schweiz (IFPI)               | 3× Platin                                                              | 90.000     |
| Spanien (Promusicae)         | 3× Platin                                                              | 180.000    |
| Vereinigte Staaten (RIAA)    | 14× Platin                                                             | 14.000.000 |
| Vereinigtes Königreich (BPI) | 5× Platin                                                              | 3.000.000  |
| Insgesamt                    | 1× Gold · 73× Platin · 3× Diamant ·                                    | 22.125.774 |

## Somebody (2024)
Am 9. Februar 2024 erschien eine Deep-House-Neuauflage unter dem Titel Somebody (2024) in Zusammenarbeit mit dem australischen DJ Fisher, dem britischen DJ Chris Lake sowie dem italienischen DJ Sante Sansone. Diese Version konnte sich in keinen offiziellen Landescharts platzieren, erreichte aber Platz 20 der US-Hot Dance/Electronic Songs.
Chartplatzierungen
| ChartsChartplatzierungen       | Höchstplatzierung | Wochen |
| ------------------------------ | ----------------- | ------ |
| Vereinigte Staaten (Billboard) | 24 (20 Wo.)       | 20     |

Auszeichnungen für Musikverkäufe
Im September 2024 erhielt die Single eine Goldene Schallplatte in Belgien für über 20.000 Verkäufe.
| Land/Region          | Auszeichnungen für Musikverkäufe (Land/Region, Auszeichnung, Verkäufe) | Verkäufe |
| -------------------- | ---------------------------------------------------------------------- | -------- |
| Australien (ARIA)    | Platin                                                                 | 70.000   |
| Belgien (BRMA)       | Gold                                                                   | 20.000   |
| Brasilien (PMB)      | Platin                                                                 | 40.000   |
| Spanien (Promusicae) | Gold                                                                   | 30.000   |
| Insgesamt            | 2× Gold · 2× Platin ·                                                  | 160.000  |

## Coverversionen
Das Lied wurde mehrfach gecovert, unter anderem von den Darstellern der Fernsehserie Glee.
Chartplatzierungen
| ChartsChartplatzierungen       | Höchstplatzierung | Wochen |
| ------------------------------ | ----------------- | ------ |
| Vereinigte Staaten (Billboard) | 26 (2 Wo.)        | 2      |
| Vereinigtes Königreich (OCC)   | 48 (3 Wo.)        | 3      |

Besondere Aufmerksamkeit erlangte die Version der kanadischen Indie-Rock-Band Walk Off the Earth. In dem dazugehörigen Musikvideo spielt die Band den Song zu fünft auf einer einzigen Gitarre. Das Video erreichte innerhalb von einer Woche Zugriffszahlen von 17 Millionen.
| ChartsChartplatzierungen     | Höchstplatzierung | Wochen |
| ---------------------------- | ----------------- | ------ |
| Deutschland (GfK)            | 41 (11 Wo.)       | 11     |
| Österreich (Ö3)              | 30 (8 Wo.)        | 8      |
| Schweiz (IFPI)               | 54 (4 Wo.)        | 4      |
| Vereinigtes Königreich (OCC) | 80 (2 Wo.)        | 2      |

| Land/Region | Auszeichnungen für Musikverkäufe (Land/Region, Auszeichnung, Verkäufe) | Verkäufe |
| ----------- | ---------------------------------------------------------------------- | -------- |
| Kanada (MC) | Platin                                                                 | 80.000   |
| Insgesamt   | 1× Platin ·                                                            | 80.000   |

Die US-amerikanische Rapperin Doechii verwendete die Instrumentalversion von Somebody That I Used to Know für ihren Titel Anxiety, tauschte allerdings sämtlichen Text gegen einen eigenen Rap aus. Der bereits 2019 auf ihrem Mixtape veröffentlichte Titel erreiche im März 2025 die Charts und unter anderem Platz 1 in der Schweiz.